# Jacob Ellehammer
Jacob Ellehammer född Jacob Christian Hansen Ellehammer 14 juni 1871 i Bakkebølle död 20 maj 1946, var en dansk urmakare,  uppfinnare, finmekaniker och flygpionjär.
Ellehammer arbetade med att utveckla lätta typer av bensinmotorer till motorcyklar, men runt 1903 började han experimentera med en lätt motor till flygplan. Hans första flygplan blev klart 1905, men provflygningen skedde först 1906. De flygförsöken skedde utan pilot. Flygplanet var då förankrat i en påle och styrdes med linor från marken, så flygningen kunde endast ske i cirklar.  Senare under året byggdes flygplanet om med en starkare motor och ytterligare ett vingpar monterades på flygkroppen. Den 12 september 1906 genomförde den då 35-årige Ellehammer den första riktiga motorflygningen i Europa. Flygningen genomfördes genom att flygplanet lättade, steg i höjd till ca 50 cm, flög framåt och tog markkontakt efter 42 meter. 
Totalt fick Ellehammer 400 patent. Danska postverket utgav 1956 ett frimärke vid 50-årsminnet av Ellehammers lyckade flygning